# Kolín (distrito)
Kolín é um distrito da República Checa na região de Boémia Central, com uma área de 846 km² com uma população de 957 habitantes (2002) e com uma densidade populacional de 1 hab/km².